# Durch den Monsun
 (février 2019).
Si vous disposez d'ouvrages ou d'articles de référence ou si vous connaissez des sites web de qualité traitant du thème abordé ici, merci de compléter l'article en donnant les références utiles à sa vérifiabilité et en les liant à la section « Notes et références ».
« Monsoon » redirige ici. Pour le film britannique, voir Monsoon (film).
Singles de Tokio Hotel
Schrei
(2005)
Durch den Monsun et Monsoon sont des singles du groupe de rock allemand Tokio Hotel. Durch den Monsun est le premier single du groupe, extrait de l'album Schrei. Il est sorti le 15 août 2005. La version anglaise Monsoon est le septième single de Tokio Hotel, extrait de l'album Schrei. Il est sorti le 18 mai 2007. Une version remasterisée sort en 2020.

## Liste des titres

### Durch den Monsun
- CD single

1. Durch den Monsun (radio mix) – 3:58
2. Durch den Monsun (unplugged version) – 3:58

- CD maxi single

1. Durch den Monsun (radio mix) – 3:58
2. Durch den Monsun (unplugged version) – 3:58
3. Monsun o koete (Grizzly mix) – 4:08
4. Leb' die Sekunde (original version) – 3:47
5. Durch den Monsun (music video) – 3:58

### Monsoon
- CD single

1. Monsoon – 4:00
2. Black – 3:21

## Autres informations
- Monsoon est le premier single anglais du groupe Tokio Hotel. En novembre 2007, à l’occasion des MTV Europe Music Awards, pour lesquels ils étaient nommés dans deux catégories, « Best Band 2007 » et « Inter act », le groupe a fait une prestation scénique exceptionnelle de Monsoon, avec effets spéciaux de tempête et déluge d’eau sur scène.

- Directement propulsé en tête des records de ventes en Allemagne et en Autriche avec le single Durch den Monsun, lancé le 15 août 2005, le groupe s'installe et monopolise la place de numéro 1 des semaines durant, devenant disque d'or en Allemagne et en Autriche.

- Une version japonaise de Durch den Monsun, nommée Monsun o koete, a été créée en 2005. On la trouve en piste 3 du maxi-single de Durch den Monsun.

- Cette chanson a été chantée par les groupes d'enfants Vox Angeli en allemand et en français. Le titre français est Traverser la mousson. La chanson a été changée et arrangée d'une façon plus classique.

- Durch den Monsun figure dans le jeu vidéo Guitar Hero: World Tour.
- Le single Durch den Monsun était audible dans un des jouets des menus enfants Happy Meal de McDonald's en 2008[réf. nécessaire].

## Charts
| Chart (Durch den Monsun) (2005-2006) | Meilleure position |
| ------------------------------------ | ------------------ |
| Ö3 Austria Top 40                    | 1                  |
| Belgian Singles Chart                | 6                  |
| Dutch Singles Chart                  | 71                 |
| German Singles Chart                 | 1                  |
| Swiss Singles Chart                  | 5                  |
| Chart (Monsoon) (2007-2008)          | Meilleure Position |
| Colombian Singles Chart              | 41                 |
| Costa Rica Singles Chart             | 10                 |
| Danish Singles Chart                 | 14                 |
| Dutch Top 40                         | 17                 |
| French Singles Chart                 | 8                  |
| Italian Singles Chart                | 8                  |
| Portugal Singles Chart               | 18                 |
| Swedish Singles Chart                | 23                 |
| U.S. Billboard Pop 100               | 89                 |

## Extrait vidéo
Le groupe commence à jouer dans une roselière fouettée par des rafales de vent, qui se transforment lentement en mousson faisant rage autour d'eux. Plusieurs fois, nous voyons Bill sous l'eau ou se regarder dans un miroir et voir le reflet de Tom au lieu du sien.
Filmé en juin 2005 près de Heideweg, près de Magdebourg. Le clip a été réalisé par Sandra Marschner.
Dans un numéro spécial du magazine BRAVO, Bill a rappelé la création de l'album : « C'était vraiment dur, mais aussi amusant ! » ce qui signifie qu'il faut se suspendre la tête en bas à une poutre en acier suspendue au-dessus d'un plan d'eau. Il a également ajouté qu'il ne supportait pas la puanteur qui se dégageait du lieu : « Nous avons filmé près d'un élevage de porcs : c'était dégoûtant ! »